# Anna van den Ende
Anna van den Ende, född 1775, död 1825, var en nederländsk sångare och skådespelare. 
Hon var engagerad som sångerska vid Hollandse Stadsschouwburg i Amsterdam 1803-1825. Hon nämns 1806 som teaterns sångerska nummer två. Hon var mer omtalad som sångare än skådespelare, och uppträdde under sommaren för Amsterdam Tonelists, som gav teater-, opera- och musikföreställningar under tre månader, från maj till slutet av juli, varje år. 